# Caravan of Love (singolo The Housemartins)
Caravan of Love è un singolo degli Housemartins del 1986, cover dell'omonima traccia degli Isley Jasper Isley (era stata scritta e prodotta da Chris Jasper) dell'anno precedente. Il brano musicale mette in musica alcuni principi del cristianesimo.

## Pubblicazione
Sebbene la canzone avesse raggiunto la vetta della classifica Billboard R&B singles chart già nella versione originale, la canzone conobbe un notevole successo internazionale solo nella cover a cappella che registrarono gli Housemartins. La cover raggiunse la posizione numero uno in Svezia e Regno Unito, e la due in Norvegia e Svizzera, diventando il maggior successo del gruppo inglese.

## Cover
Nel 2002 un'altra cover del brano è stata eseguita da Terry Callier nel suo album Speak Your Peace. Di nuovo nel 2006 il brano è stato registrato dalla cantante tedesca Nena. Nel 2015 il brano è stato registrato dai Neri per caso per l'album Neri per caso 2.0 pubblicato nel 2016

## Tracce
1. Caravan Of Love – 3:40
2. When I First Met Jesus – 2:46

## Classifiche internazionali
| Classifica (1986) | Massima posizione |
| ----------------- | ----------------- |
| Svizzera          | 2                 |
| Austria           | 7                 |
| Svezia            | 1                 |
| Norvegia          | 2                 |
| UK                | 1                 |
| Italia            | 34                |